# Centro Dramático Nacional

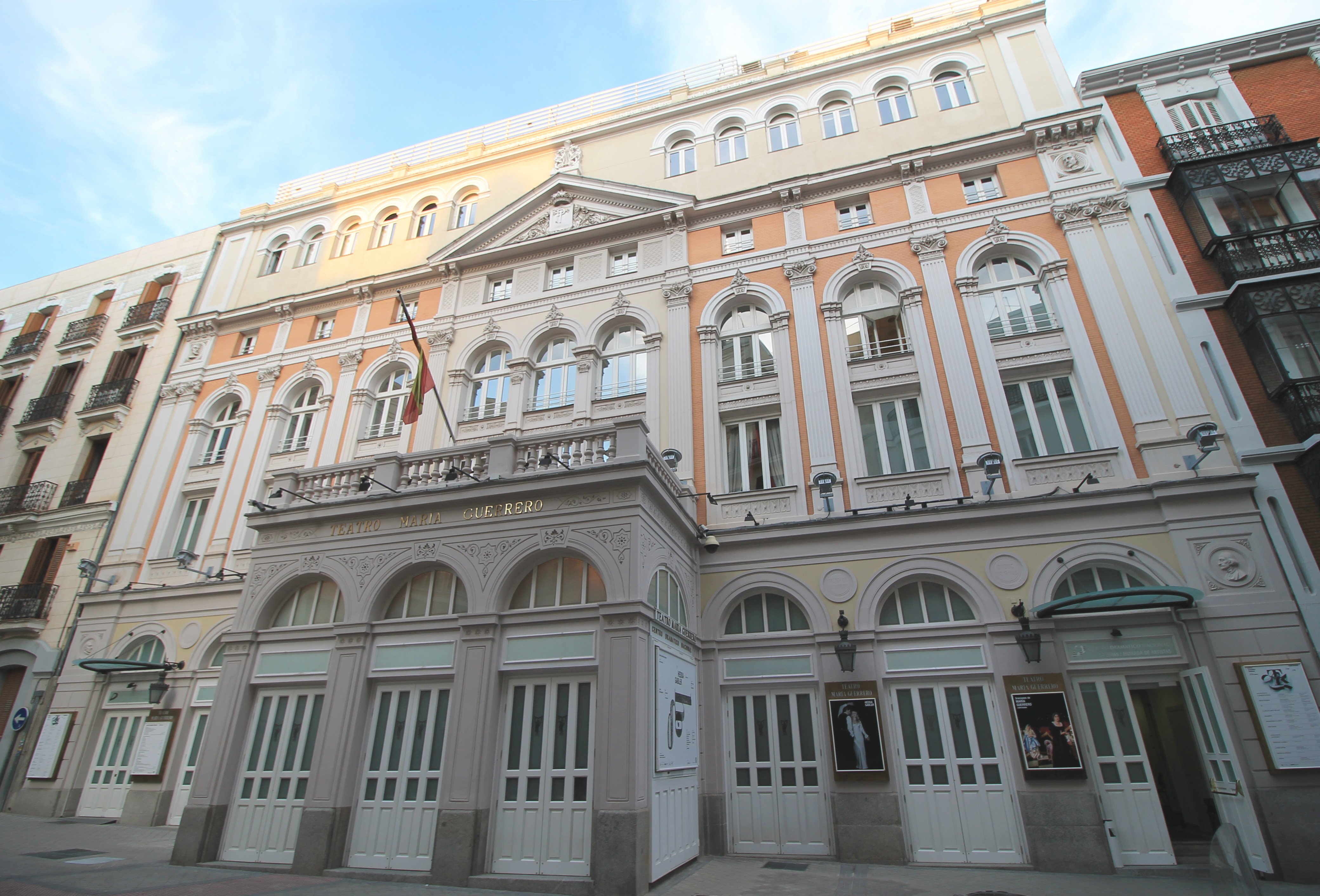
Teatro María Guerrero

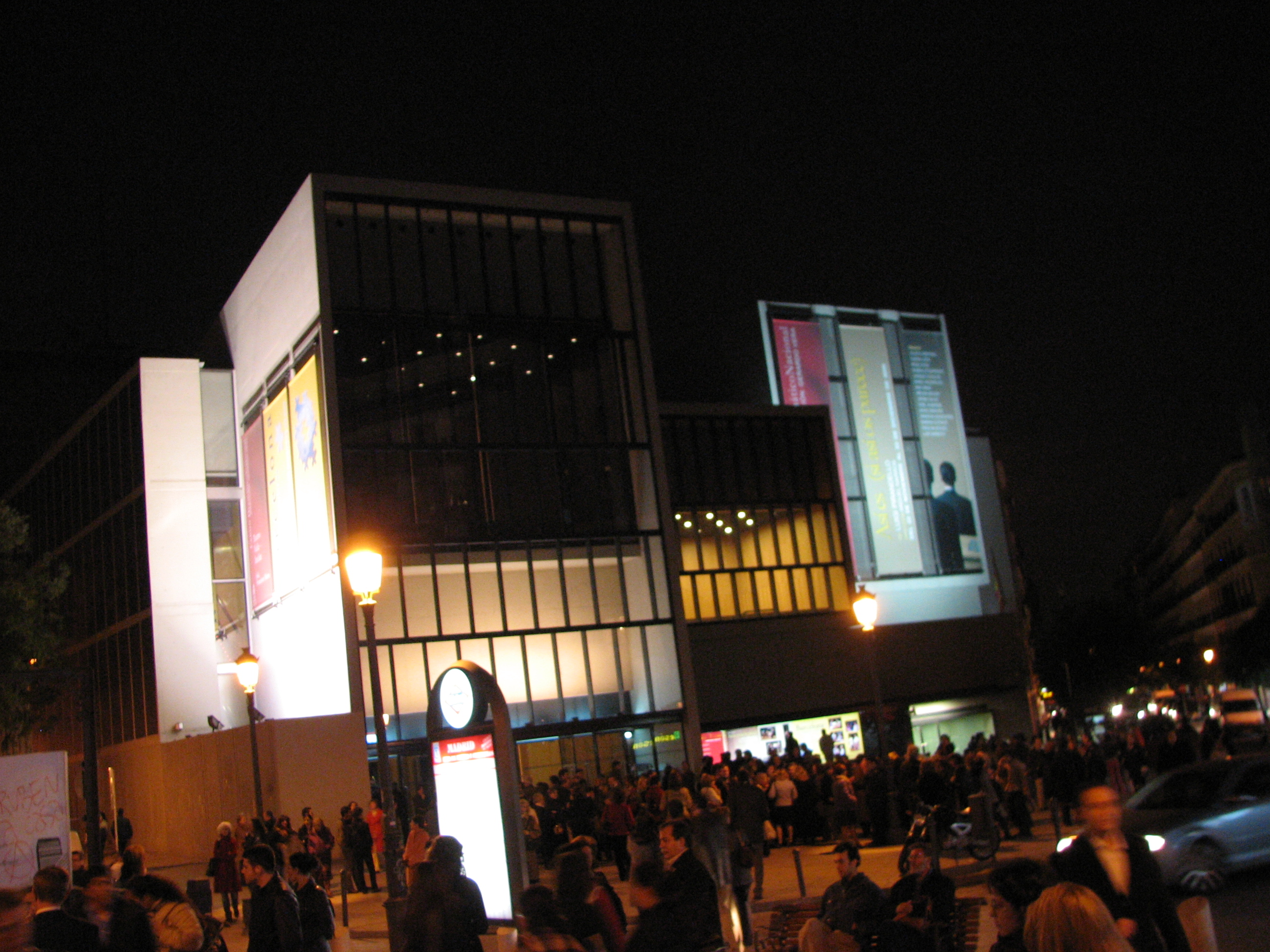
Publikum auf dem Vorplatz des Teatro Valle-Inclán vor dessen Eröffnung

Das Centro Dramático Nacional (CDN) ist ein öffentliches Zentrum für Theaterproduktionen in Spanien. Es untersteht dem Nationalen Institut für darstellende Kunst und Musik, einer unabhängigen Organschaft des spanischen Ministeriums für Erziehung, Kultur und Sport in Madrid. Das CDN besitzt zwei Bühnen, das Teatro María Guerrero und das Teatro Valle-Inclán, beide in Madrid.

## Geschichte
Das CDN wurde 1978 auf Initiative des Regisseurs Adolfo Marsillach gegründet, mit dem Ziel, dem Publikum zeitgenössisches Theater nahe zu bringen – speziell spanische Werke. So verhalf es einer Reihe wichtiger spanischer Autoren, ihre Werke zur Aufführung zu bringen. Unter ihnen sind etablierte Dramatiker wie Ramón María del Valle-Inclán, Fernando Arrabal, Federico García Lorca und Max Aub, aber auch junge Autoren des 21. Jahrhunderts wie Juan Mayorga, Ignacio García May, Pedro Manuel Víllora, Alfredo Sanzol, Lluïsa Cunillé, Laila Ripoll, Raúl Hernández Garrido, Albert Espinosa, Rodrigo García und Angélica Liddell.

## Aufführungspraxis
Das CDN unterhält auf seinen beiden Bühnen ein laufendes Programm und unternimmt Tourneen in Spanien und weltweit. Zunehmend öffnete es sich auch ausländischen Autoren: Klassikern wie Henrik Ibsen, Arthur Miller, Bertolt Brecht, Jean Genet, Eduardo De Filippo, Georg Büchner, Thomas Bernhard und Tennessee Williams; modernen Autoren wie Bernard-Marie Koltès, Tom Stoppard, Martin Crimp, Guy Foissy und Éric-Emmanuel Schmitt.
Das Lektoratskomitee des CDN wählt die Werke aus, die in das Programm aufgenommen werden sollen. Dieses Komitee liest und prüft auch Werke spanischer Dramatiker, die beim Publikum wenig oder gar nicht bekannt sind, um sie gegebenenfalls zur Aufführung zu bringen. Prominente spanische Kulturschaffende wirkten und wirken in diesem Komitee mit, unter ihnen Ana Diosdado, Jerónimo López Mozo, José María Pou und Javier García Yagüe.
Außer eigenen Produktionen und Koproduktionen öffnet das CDN auch Gastspielen seine Bühnen. Seine Theater waren Aufführungsstätte von Darbietungen bei den Madrider Herbst-Festivals. Seit der Saison 2009–2010 stellt es in seinem Programm Una mirada al mundo Arbeiten herausragender internationaler Regisseure vor. In den ersten beiden Folgen wurden Inszenierungen von Thomas Ostermeier, Wajdi Mouawad, Guy Cassiers, Romeo Castellucci und Tim Robbins gezeigt.

## Direktoren
- Adolfo Marsillach (1978–1979).
- Núria Espert, José Luis Gómez und Ramón Tamayo (gemeinsam, 1979–1981).
- José Luis Alonso Mañés (1981–1983).
- Lluís Pasqual (1983–1989).
- José Carlos Plaza (1989–1994).
- Amaya de Miguel (1994).
- Isabel Navarro (1994–1996).
- Juan Carlos Pérez de la Fuente (1996–2004).
- Gerardo Vera (2004–2011).
- Ernesto Caballero de las Heras (seit 1. Januar 2012).